# Marcus Octavius (tribunus plebis in 133 v.Chr.)
Marcus Octavius was een Romeins politicus uit de late 2e eeuw v.Chr.
Hij was met Tiberius Sempronius Gracchus bevriend en net zoals deze tribunus plebis in 133 v.Chr. Toen Tiberius zijn door velen als te revolutionair bestempelde lex agraria ter stemming wou brengen, blokkeerde Marcus Octavius deze ondanks hun vriendschap op aandringen van betrokken grondbezitters (waartoe hij trouwens zelfs behoorde) door middel van intercessio. Nadat het Gracchus niet was gelukt, om Octavius tot terugname van zijn verzet te bewegen, liet hij hem door het concilium plebis afzetten, omdat hij tegen de belangen van het Romeinse volk zou hebben gehandeld. Toen Tiberius een van zijn vrijgelaten beval om Marcus van de rostra te slepen, kwam het tot een handgemeen tussen de rijke en arme Romeinen.
In 123 v.Chr. wenste Tiberius’ broer Gaius Gracchus een wet voor te stellen, die afgezette ambtsdragers zou verbieden zich opnieuw voor een openbare ambt kandidaat te stellen, doch zag er op vraag van zijn moeder Cornelia van af. Evenwel is voor Marcus Octavius sindsdien geen andere ambt geattesteerd.

## Antieke bronnen
- Anonymus (pseudo-Aurelius Victor), De viris illustribus urbis Romae 64.4. (Franse vertaling)
- Appianus, Bellum Civile I 12. (Engelse vertaling)
- Asconius Pedianus, 72 C. (Latijnse editie)
- Cassius Dio, fr. 83 (Engelse vertaling), XLVI 49.2. (Engelse vertaling)
- Diodoros van Sicilië, Bibliotheca historica XXXIV-XXXV 6.2(?)-7.1, 25.2. (Engelse vertaling)
- Florus, Epitome II 2.5. (Engelse vertaling)
- Titus Livius, Periochae LVIII. (Engelse vertaling)
- Orosius, Historiae adversum paganos V 8.3. (Engelse vertaling)
- Plutarchus, Tiberius Gracchus 10-12, 14-15. (Engelse vertaling)
- Plutarchus, Gaius Gracchus 4.1-2. (Engelse vertaling)
- Marcus Tullius Cicero, Pro Milone 72 (Nederlandse vertaling); De natura deorum I 106 (Nederlandse vertaling); De Legibus III 24; Brutus 95 (Engelse vertaling).
- Velleius Paterculus, Historia Romana II 2.3. (Engelse vertaling)

## Referentie
- Dit artikel of een eerdere versie ervan is een (gedeeltelijke) vertaling van het artikel Marcus Octavius (Volkstribun 133 v. Chr.) op de Duitstalige Wikipedia, dat onder de licentie Creative Commons Naamsvermelding/Gelijk delen valt. Zie de bewerkingsgeschiedenis aldaar.